# Monte Sacro (Roma)
Monte Sacro è il sedicesimo quartiere di Roma, indicato con Q. XVI.
Il toponimo indica anche la zona urbanistica 4A del Municipio Roma III di Roma Capitale.
Il nome deriva dall'omonimo monte, in realtà una collina di circa 50 metri, che sorge sulla riva destra del fiume Aniene poco prima che confluisca nel Tevere.

## Territorio
Il quartiere si trova nell'area nord della città, al di là del fiume Aniene, lungo l'asse di via Nomentana, e confina:
- a nord con le zone Z. I Val Melaina e Z. IV Casal Boccone
- a est con il quartiere Q. XXVIII Monte Sacro Alto
- a sud con i quartieri Q. XXI Pietralata e Q. V Nomentano
- a ovest con il quartiere Q. XVII Trieste

La zona urbanistica confina:
- a nord con la zona urbanistica 4I Tufello
- a est con le zone urbanistiche 4C Monte Sacro Alto e 5H Casal de' Pazzi
- a sud-est con la zona urbanistica 5C Tiburtino Nord
- a sud con la zona urbanistica 5G Pietralata
- a ovest con le zone urbanistiche 4H Sacco Pastore e 4G Conca d'Oro

## Storia

### Dall'antichità al XIX secolo
Il territorio del quartiere è stato abitato fin da epoca antichissima: ne sono conferma i ritrovamenti di due crani del cosiddetto Uomo di Saccopastore assieme a strumenti litici di fattura musteriana risalenti circa 120 000 anni fa.

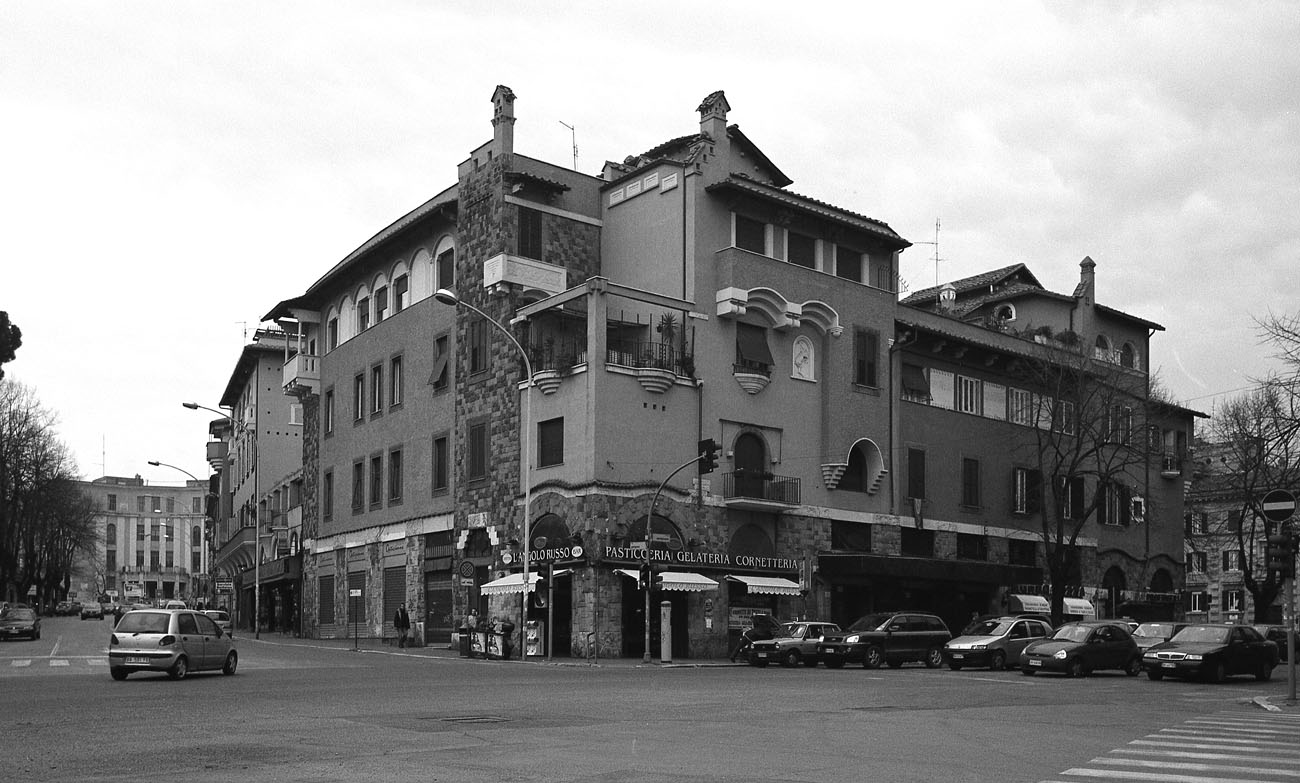
Edifici in corso Sempione

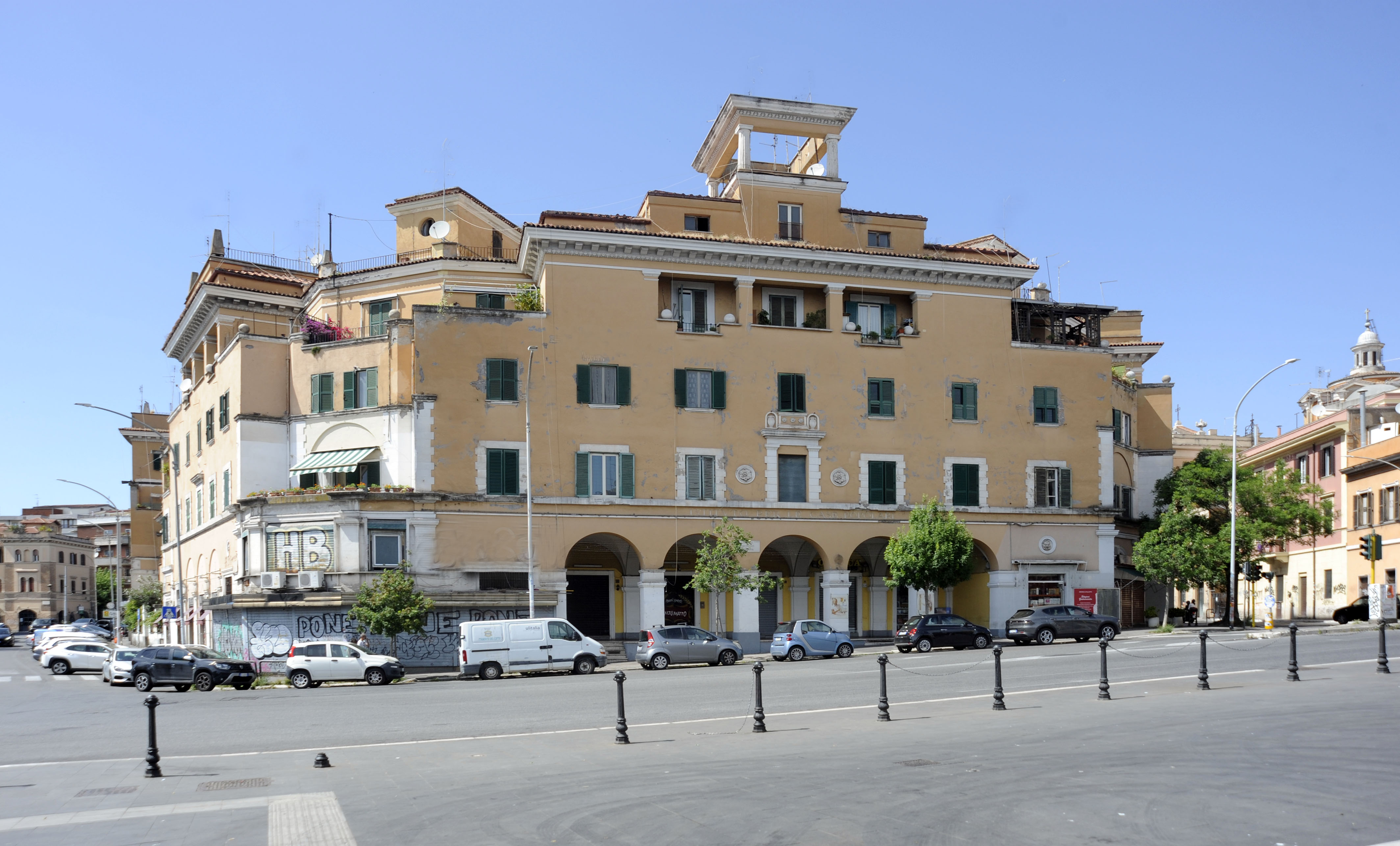
Piazza Menenio Agrippa

Con l'avvento di Roma, la leggenda vuole che sul Monte Sacro si recassero gli àuguri per effettuarvi i loro vaticini osservando il volo degli uccelli, da cui deriverebbe la sacralità del monte. Sempre sul Monte Sacro (o sull'Aventino) si ritirò la plebe nel 494 a.C. e nel 448 a.C. in una vera e propria rivolta contro il patriziato che portò all'istituzione dei tribuni della plebe, degli edili plebei e di un'assemblea rappresentativa, il concilium plebis, che appunto eleggeva i tribuni e gli edili plebei; per ricordare l'evento fu edificata una grande Ara a Iuppiter Territor che accrebbe l'aura di sacralità del luogo. In quegli anni il territorio del quartiere, che si trovava ben lontano dalle mura cittadine, era al centro di vasti latifondi con villae patrizie e di liberti.
La caduta dell'Impero vide la sostituzione delle ville romane con i casali medievali e un generale spopolamento del territorio che restò comunque presidiato per motivi di difesa a causa della presenza del ponte Nomentano, avamposto e punto di passaggio verso il nord del territorio laziale. Tradizione vuole che proprio sul ponte Nomentano si siano incontrati nell'anno 800 papa Leone III e Carlo Magno.
La lontananza dalle mura cittadine trasformò inoltre il territorio del quartiere e il Monte Sacro in un luogo di "scampagnate" fuori porta fino alla fine del 1800. E fu proprio durante una di questa scampagnate nel 1805 che Simón Bolívar, dopo aver appreso dal suo amico-mentore Simon Rodriguez che su quella collina i plebei romani, guidati da Menenio Agrippa, si erano ribellati per la prima volta alle vessazioni della classe aristocratica, decise di giurare per la liberazione dei popoli sudamericani.
Proprio a seguito di tale evento storico, il giardino pubblico sito su quello che era l'antico Monte Sacro e nel quale Simón Bolívar fece il suo giuramento, è stato a lui dedicato. Nel giardino in questione è presente un monumento (busto, stele e pannelli esplicativi) dedicato al personaggio storico in questione.
Nel quartiere è anche presente una targa commemorativa in piazza Monte Baldo, presso l'Istituto Comprensivo "Piazza Capri", a lui dedicata.
Il Monte Sacro è stato teatro anche di un altro evento storico, che ha visto protagonista Giuseppe Garibaldi.
Durante la campagna del 1867 per la liberazione di Roma, infatti, Giuseppe Garibaldi con i suoi volontari si accampò brevemente sul Monte Sacro, da cui era possibile vedere diverse zone della città. A chi gli chiedeva cosa sarebbe accaduto, l'Eroe dei Due Mondi rispose. "Attendiamo un segnale di là (...). Appena il segnale sia dato, intenderemo che l'insurrezione è scoppiata in città; passeremo l'Aniene, e ce la faremo a correre". Il segnale non arrivò e Garibaldi ed i suoi volontari furono sconfitti poco dopo a Mentana.

### Urbanizzazione e nascita del quartiere
Negli anni venti l'architetto Gustavo Giovannoni progettò e realizzò, al di fuori del Piano Regolatore di Roma, una città giardino, orientata alla tipizzazione della "garden city" d'oltremanica, composta da costruzioni con struttura a villini inseriti nel verde, e con servizi indipendenti: scuola, chiesa, ufficio postale, parco pubblico. Particolarmente interessante è la piazza Sempione, che rappresenta l'entrata scenografica al quartiere, con edifici realizzati da Gustavo Giovannoni e Innocenzo Sabbatini.

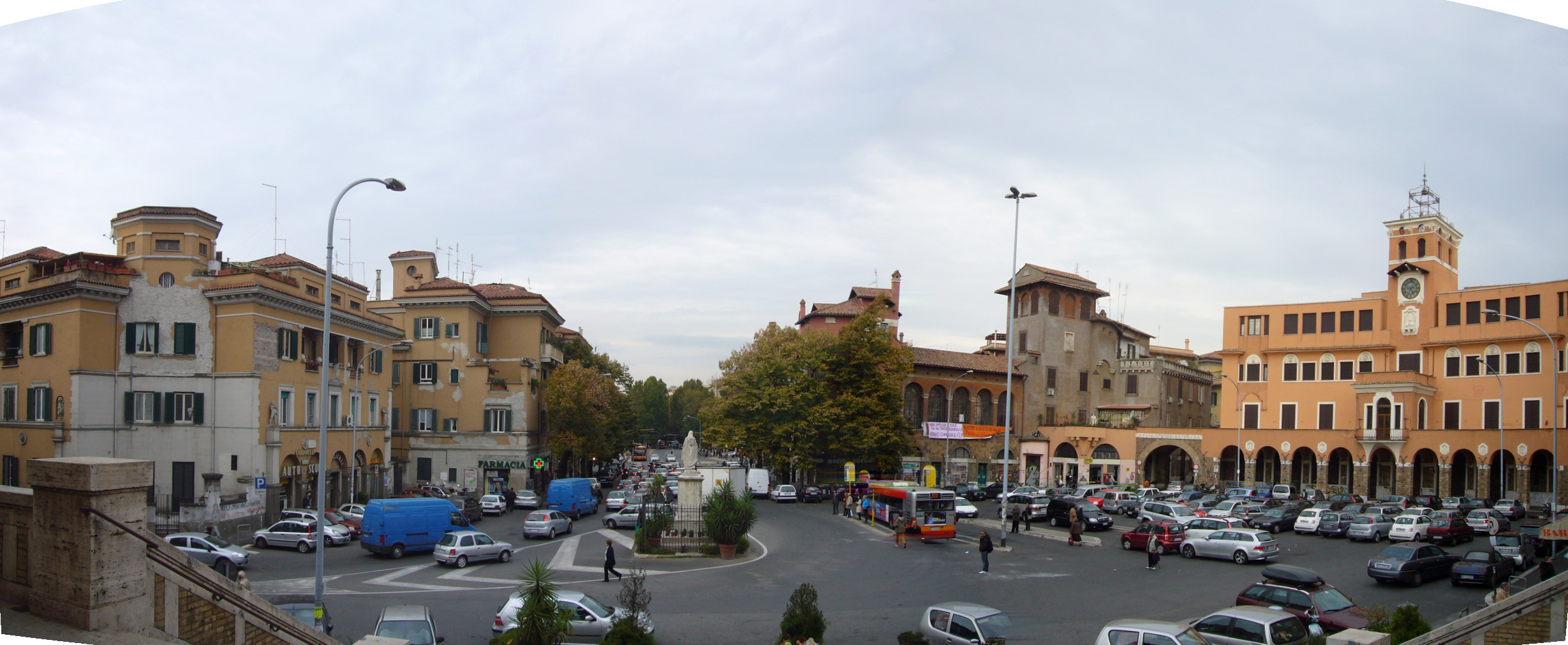
Piazza Sempione

Nel 1924, alla località denominata città giardino Aniene, viene ufficialmente assegnato il nome storicamente corrispondente di "Quartiere del Monte Sacro".
Da ricordare l'attiva partecipazione degli abitanti e degli studenti del quartiere alla Resistenza durante l'occupazione tedesca; due di essi, Ferdinando Agnini e Orlando Orlandi Posti, studenti, furono tra le vittime dell'eccidio delle Fosse Ardeatine. Il quartiere, e in particolar modo le zone di piazza Sempione e viale Jonio, fanno da sfondo a gran parte delle vicende del romanzo Primavera di bellezza di Beppe Fenoglio, ambientato proprio nel periodo della Resistenza.
La città giardino, nella sua impostazione originale, resistette meno di trent'anni: già negli anni cinquanta ebbero infatti inizio le sostituzioni, con l'abbattimento di numerosi villini per far posto a unità residenziali intensive. Agli inizi del 1953 fu inaugurato il "Cinema Teatro Espero" (oggi Sala Bingo), in via Nomentana Nuova, davanti alla Pinetina, storico polmone verde del quartiere, che aveva, al di là del Ponte Vecchio, il suo naturale prosieguo con l'originale giardinetto di Monte Sacro. Contemporaneamente si sviluppavano anche le zone residenziali lungo via Conca d'Oro e a Saccopastore.
Nella seconda metà degli anni sessanta prese corpo il quartiere contiguo di Monte Sacro Alto, detto anche Talenti.

### Stemma
Nel 1925, il Regio Commissario Filippo Cremonesi, deliberò che «lo stemma del nuovo quartiere del Monte Sacro sia costituito da un ramo d'ulivo con il motto "Pax", stemma ispirato alla leggenda dell'apologo di Menenio Agrippa.»
Nel 1926 «viene consentito che lo stemma del quartiere del Monte Sacro, portante un ramo d'olivo col motto "Pax" sia modificato come segue:

"D'azzurro alla montagna d'oro, accompagnata in capo da una corona di otto stelle d'argento a cinque punte."

Motto: "Nunquam sine luce."»

## Monumenti e luoghi d'interesse

### Architetture civili

La ex casa GIL di Gaetano Minnucci (1939)

- Casa della Gioventù Italiana del Littorio (GIL), su viale Adriatico, angolo via dei Monti Lessini. Edifici del XX secolo (1939). 41.94245°N 12.537721°E.

Complesso urbanistico per la Gioventù italiana del littorio (GIL), progettato dall'architetto Gaetano Minnucci, costituito di fabbricati e sistemazioni collaterali, campi sportivi, giardini, strade, servizi e dotati di pregi singolari.
- Galleria antiaerea della II Guerra Mondiale, attualmente chiusa al pubblico perché di proprietà privata[13].
- Busto e stele commemorativi dedicati a Simón Bolívar, nell'omonimo parco[14].Busto Simón Bolivar (2005). Foto di Spakka.info

Busto Simón Bolivar (2005). Foto di Spakka.info

### Architetture religiose
- Chiesa dei Santi Angeli Custodi, su piazza Sempione.
- Chiesa del Santissimo Redentore a Val Melaina, su via del Gran Paradiso.
- Chiesa di Santa Maria Assunta al Tufello, su via Capraia.
- Chiesa di San Clemente, su via Val Santerno.
- Chiesa di Gesù Bambino a Sacco Pastore, su via Campi Flegrei. Parrocchia eretta il 30 marzo 1957 con il decreto del cardinale vicario Clemente Micara "Quo facilius".
- Chiesa di Santa Gemma Galgani, su via Monte Meta.

### Aree naturali
- Riserva naturale Valle dell'Aniene.
- Fonte Acqua Sacra.

### Varie
- Ponte Nomentano.
- Monte Sacro.
- Mausoleo di Menenio Agrippa.

## Cultura
Il cantautore romano Claudio Baglioni ha dedicato al quartiere la canzone  Uno, nota anche come "51 Montesacro", dove narra la sua infanzia trascorsa nel quartiere capitolino. Il brano è uno dei quattro intermezzi dell'album Strada facendo, tutti trattanti le sue vicende autobiografiche.

## Geografia antropica

### Urbanistica
Nel territorio del quartiere Monte Sacro si estendono le intere zone urbanistiche 4A (omonima), 4G Conca d'Oro, 4H Sacco Pastore e 4I Tufello.

## Infrastrutture e trasporti
|  | È raggiungibile dalla stazione di Roma Nomentana. |

|  | È raggiungibile dalla stazione di Val D'Ala. |

## Sport

### Calcio
- A.S.D. Futbol Montesacro che, nel campionato 2019-20, milita nel campionato maschile di Promozione[15].
- A.S.D. Sporting Montesacro che, nel campionato 2019-20, milita nel campionato maschile di Promozione[16].

### Pallacanestro
- Basket Roma che, nel campionato 2019-2020, milita nel campionato maschile di Serie C Gold[17].
- Tiber Roma che, nel campionato 2019-2020, milita nel campionato maschile di Serie C Gold[17].
- Roma Team Up che, nel campionato 2019-2020, milita nel campionato maschile di Serie C Silver[17].
- Roma Nord 2012 che, nel campionato 2019-2020, milita nel campionato maschile di Serie D[17].
- A.S.D. Montesacro che, nel campionato 2019-2020, milita nel campionato maschile di Serie D[17].